# Wściekłe pięści
Wściekłe pięści lub Chiński łącznik, Wściekła pięść (chin. upr. 精武门; chin. trad. 精武門; pinyin Jīng Wǔ Mén; tytuł angielski: Fist of Fury, wcześniejsze w USA The Iron Hand, The Chinese Connection, przy czym trzeba pamiętać, że Fist of Fury to pierwotny amerykański tytuł filmu Wielki szef – The Big Boss) – film produkcji hongkońskiej z nurtu sztuk walki, w reżyserii Lo Wei z 1972 roku.
Bruce Lee gra Chen Zhena, ucznia Huo Yuanjia, który walczy w obronie honoru Chińczyków i w celu doprowadzenia przed oblicze sprawiedliwości ludzi odpowiedzialnych za śmierć jego mistrza.

## Fabuła
Po długich wakacjach Chen Zhen wraca do swojej szkoły kung fu i dowiaduje się, że jego mistrz Huo nie żyje, co jest dla niego szokiem. Wszyscy twierdzą, że zmarł na zapalenie płuc, mimo że przed śmiercią był całkiem zdrowy. Niedługo potem przedstawiciele rywalizującej z nimi szkoły japońskiej przybywają, by upokorzyć szkołę Chen Zhena poprzez wręczenie im tabliczki z napisem „Chorzy Azjaci”, będącym rasistowską obelgą wymierzoną przeciw Chińczykom. Nazajutrz Chen postanawia iść sam do japońskiej szkoły i oddać im tabliczkę. Rywale uznają to za bezczelność i prowokują go do walki: pokonuje wszystkich, sam nie ponosząc żadnej krzywdy. Pewnego wieczoru odkrywa, że człowiek z jego własnej szkoły spiskuje z Japończykami, i to on otruł mistrza Huo. Wściekły Chen zabija zdrajcę, a potem w przebraniu musi ukrywać się przed policją.

## Nagrody i nominacje
W 1972 roku podczas Golden Horse Film Festival Bruce Lee zdobył nagrodę Special Jury Award, a Yao-Chung Chang zdobył nagrodę Golden Horse Award w kategorii Best Editing.